# Пьянсано
Пьянсано (итал. Piansano) — коммуна в Италии, располагается в регионе Лацио, подчиняется административному центру Витербо.
Население составляет 2220 человек (на 2001 г.), плотность населения составляет 83,96 чел./км². Занимает площадь 26,44 км². Почтовый индекс — 01010. Телефонный код — 0761.
Покровителем населённого пункта считается San Bernardino. Праздник ежегодно празднуется 20 мая.